# おしかのれん街
おしかのれん街（おしかのれんがい）は東日本大震災後に宮城県石巻市鮎川浜に開設された仮設商店街。
津波で被災した鮎川浜の街の復興を願い、2011年11月18日にオープンした。
南側のフェンスに大きな鯨をデザインしたオブジェがあった。

## 概要
2011年（平成23年）3月11日に発生した東北地方太平洋沖地震によって起きた津波で被災した牡鹿半島鮎川浜を拠点に活動していたPikari支援プロジェクト・牡鹿ボランティアの遠藤太一氏の働きかけを牡鹿総合支所長、成澤氏が後押ししたことで、仮設商店街構想がスタート、個人団体からの寄付を募りつつ、資金提供が可能なNPO法人を探した。
2011年（平成23年）6月29日から毎週水曜日に石巻市牡鹿公民館前で行われた「復興市」が前身となり、牡鹿半島にボランティアを派遣していた、NPO法人JENがドナーHELPに取り次ぎ建物を建設、建物を石巻市牡鹿稲井商工会に寄贈したことにより誕生した。
16店舗が入居していた商店街には、物販店の並ぶA棟と、飲食店が並ぶB棟の2つで構成されており、生鮮食料品、飲食店、土産品店等の16店舗が入居し、商店主らとボランティアが一丸となって開設、運営されていた。
捕鯨の町である鮎川ならではの郷土料理ともいえる鯨料理、金華山漁場で獲れた新鮮な魚介類を使った料理も扱うほか、鯨肉・魚介類の販売もしており、また震災後、地元漁協の女性陣が漁網で作った復興グッズ「ミサンガ」、鯨の歯を使用した伝統工芸品なども販売していた。
2011年12月末より網地島への定期船も再開し、金華山へも不定期船ながら運航が再開されたことから、街と商店街の活況が切望されていた。
2020年3月末に閉店した。なお、一部店舗はホエールタウンおしかに移転した。

## 沿革
- 2011年（平成23年）- 物資配給中止を視野に6月29日から毎週水曜日に石巻市牡鹿公民館前で「復興市」を開いていた。
- 2011年（平成23年）11月18日 - グランドオープン。
- 2014年（平成26年）9月23日 - 第3回「復興 i-LAND in OSHIKA」『おしかのれん街』駐車場特設会場にアイくるガールズ、SCK GIRLSが出演。
- 2014年（平成26年）11月18日 - おしかのれん街3周年感謝祭開催。
- 2019年（令和元年）- ぷちショップ沼倉、南国フルーツ、東洋館雑貨屋さん、マルニ鮮魚店、千々松鯨歯工芸店、上海楼、黄金寿司、旬味旬魚いしもり、金華山牡鹿復興グループ、海船の10店舗が営業していた。
- 2020年（令和2年）3月 - 閉店[3]。一部店舗はホエールタウンおしかに移転した。

## 所在地
- 宮城県石巻市鮎川浜湊川1-12[1]

## アクセス
- 三陸沿岸道路石巻河南ICから車で60分
  - 駐車場:無料
- 石巻駅からミヤコーバス鮎川線1時間20分、牡鹿公民館前下車徒歩3分

## 周辺の見所
- おしか御番所公園
- コバルトライン、大六天展望台
- 足島